# Перский, Михаил Степанович
Михаил Степанович Перский (18 (29) июня 1776 — 2 (14) ноября 1832) — генерал-лейтенант русской императорской армии, директор 1-го кадетского корпуса.

## Биография
Родился 18 (29) июня 1776 года.
По окончании Сухопутного шляхетного кадетского корпуса он был выпущен 25 июня 1793 года поручиком в Софийский пехотный полк, а спустя год был переведён в 4-й батальон Финляндского корпуса; 1 мая 1795 года состоялось его определение в 1-й кадетский корпус, но Итальянская кампания 1798—1799 годов отвлекла его на театр военных действий: 6 марта 1799 года он был назначен по Высочайшему повелению адъютантом к генералу от кавалерии фон дер Фельдену, при котором он и находился по 31 декабря 1799 года, принимая активное участие во многих сражениях этой кампании: отличился в сражениях при Кассано, Треббии и Нови, а также при суворовском переходе через Сен-Готард.
Служба М. С. Перского в l-м кадетском корпусе началась в 1806 году: сначала в должности инспектора классов (с 28.04.1806); с 20 мая 1815 года он был назначен на должность батальонного командира и с этого же времени состоял флигель-адъютантом императора Александра I. Наконец, 29 декабря 1820 года он получил назначение на должность директора 1-го кадетского корпуса.
Время его директорства было описано в очерке Н. С. Лескова «Кадетский монастырь», где в качестве «праведников», кроме Перского, были выведены эконом Бобров и доктор Зеленский.
Одновременно со службой в 1-м кадетском корпусе М. С. Перский выполнял различные другие поручения, так 19 марта 1811 года он был назначен членом конференции, учреждённой при комиссии составления «Воинского устава»; 9 февраля 1816 года — членом Комитета, занимавшегося рассмотрением и продолжением сочинения «Воинского устава»; в 1817 году он был назначен членом комиссии для определения способов к обучению кантонистов поселенных войск, которая была создана с целью учреждения Военно-учительского института.
Скончался в Санкт-Петербурге 2 (14) ноября 1832 года и был похоронен на Смоленском православном кладбище (уч. 7, Петроградская дорожка. На могиле — мраморная колонна на постаменте).

## Награды
Был награждён: 26 ноября 1819 года орденом Св. Георгия за выслугу лет (№ 3441 по списку Григоровича — Степанова); 
27 февраля 1824 года — орденом Св. Анны 1-й степени.; в 1828 году был пожалован знаком отличия беспорочной службы «XXX лет».